# Quercus multinervis
Espèce
Synonymes
- Cyclobalanopsis hypargyrea (Seemen ex Diels) W.H.Zhang[1]
- Cyclobalanopsis multinervis W.C.Cheng & T.Hong[1]
- Quercus glauca var. hypargyrea Seemen ex Diels[1]
- Quercus hypargyrea (Seemen ex Diels) C.C.Huang & Y.T.Chang[1]
- Quercus stenophylla var. hypargyrea (Seemen ex Diels) A.Camus[1]

Quercus multinervis est une espèce de chênes du sous-genre Cyclobalanopsis. L'espèce est présente à Taïwan.